# کوشترینر فورلاند
کوشترینر فورلاند (به آلمانی: Küstriner Vorland) یک شهر در آلمان است که در مرکیش-اودرلند واقع شده‌است. کوشترینر فورلاند ۲٬۹۷۷ نفر جمعیت دارد.